# Farkas Ferenc (szobrász)
Farkas Ferenc (Zalaegerszeg, 1958. február 15. –) Munkácsy Mihály-díjas magyar szobrászművész.

## Életpályája
1976-ban érettségizett a Pécsi Művészeti Szakközépiskola kerámia szakán. 1986-ban diplomázott a Magyar Képzőművészeti Főiskola szobrász szakán, mestere Somogyi József szobrászművész volt. 1987-ig az intézmény mesterképzős hallgatója. 
1986-tól tagja a Művészeti Alapnak (MAOE), 1986–87 között a Fiatal Képzőművészek Stúdiójának, 1987–92 között pedig a Zala’Art Egyesületnek. 1994-től a zalaegerszegi Ady Endre Művészeti Általános Iskola és Gimnázium tanára. 2006-tól a Vitrin Képző- és Iparművészeti Egyesület tagja. 2022-től a Magyar Képző- és Iparművészek Szövetsége Érem Szakosztályának tagja.
Jelenleg a Zalaegerszeg melletti Bocföldén él.
Felesége Farkasné Tornyos Zsuzsanna, aki angoltanárként dolgozik a Zalaegerszegi Kölcsey Ferenc Gimnáziumban.

## Díjai, elismerései
- 2023 Munkácsy Mihály-díj
- 2014 Zalaegerszegért díj
- 2013 Zalai Prima-díj
- 2012 Vajda Lajos-díj
- 2007 Magyar Éremgyűjtők Egyesülete – A legszebb emlékérem díja, Sopron
- 2006 Zalaegerszegért díj
- 2005 Zalai Tárlat, Megyei Közgyűlés díja
- 1995 Zala’Art-díj
- 1991 Zala Megyei Tárlat, Megyei Közgyűlés díja
- 1986 Hermann Lipót-díj
- 1985 ELTE 350 éves érempályázat I. díj

## Köztéri alkotások (válogatás)

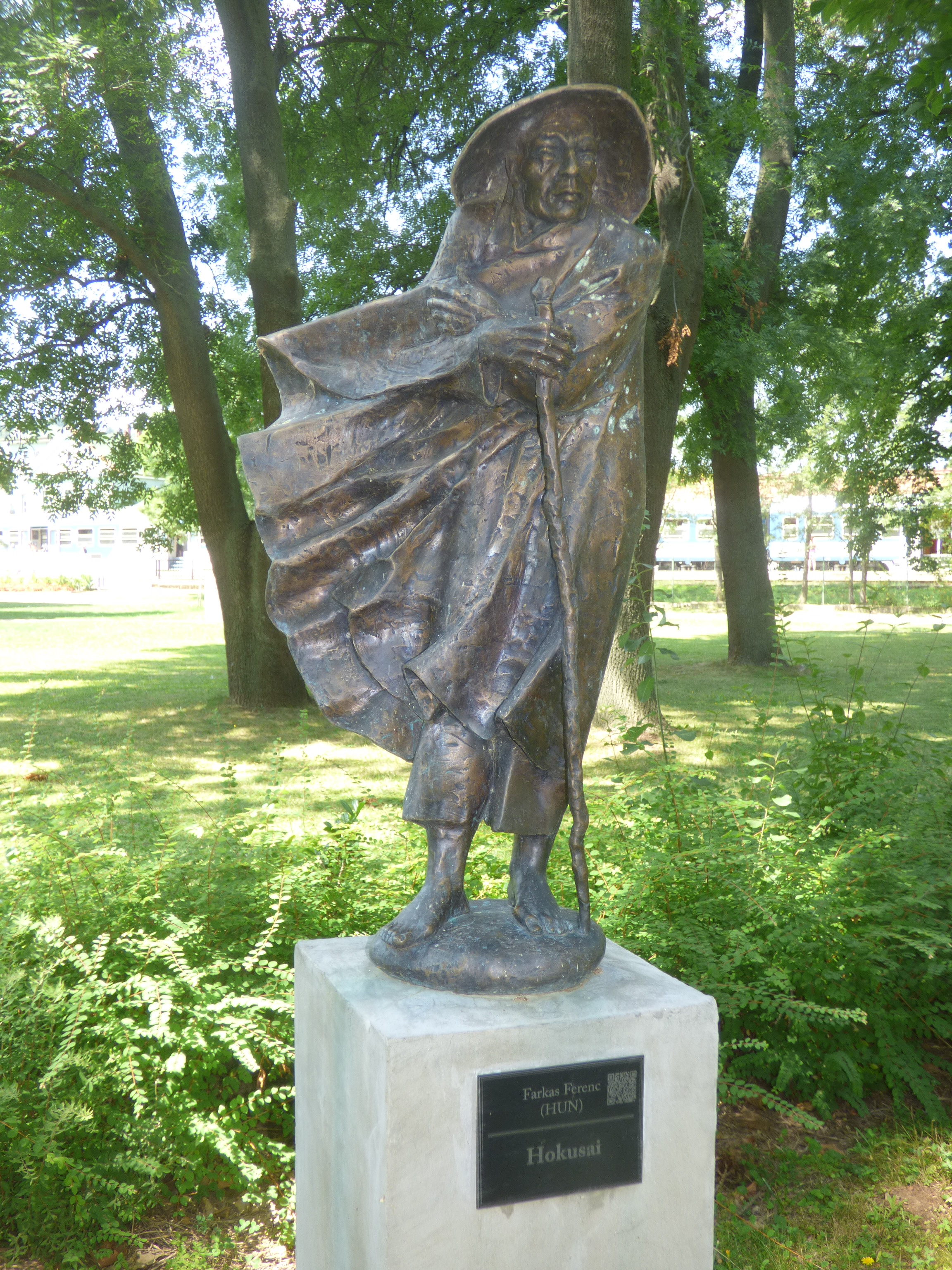
Hokusai című szobra a balatonalmádi szoborparkban

- 2022 Zalaegerszeg, Kossuth Lajos utca, Modern kori városmakett (170 x 200 cm, bronz, kő)
- 2021 Zalaegerszeg, Deák Ferenc tér, Mihály deák (165 cm, bronz, kő)
- 2020 Zalaegerszeg, református templom, Fekete György portrédomborműves emléktábla (95 x 75 cm, bronz, kő)
- 2019 Budapest, Főőrségi épület a Budai Várban – Bronz domborműves kapu (310 x 720 cm, bronz)
- 2018 Keszthely, Fő tér – Vaszary Kolos (195 cm, bronz, kő)
- 2017 Zalaegerszeg, evangélikus templom – Luther Márton (190 cm, bronz, kő)
  - Keszthely, Helikon 200 emlékmű (40 x 70 cm, bronz, kő)
  - Zalaegerszeg, Mindszenty tér – Vármakett (146 x 162 cm, bronz, kő)
- 2016 Zalaegerszeg, Deák Ferenc tér – Fiatalok (165 cm, bronz, kő)
- 2015 Hévíz-Egregy, Egregyi Múzeum – Flavius Theodosius és dajkája (100 cm, bronz, kő)
- 2014 Igal, Kálvária-domb – Stációk (80 x 52 cm, samott)
- 2009 Zalaegerszeg, Megyei Levéltár – Degré Alajos mellszobor (76 cm, bronz, kő)
- 2006 Keszthely, Fő Tér – Gróf Festetics György (165 cm, bronz, kő)
- 2005 Rábahídvég, Bertha György (bronz, kő)
- 2005 Zalaszentgyörgy, r. k. templom – Szent György (143 cm, festett hársfa, bronz)
- 2002 Zalaegerszeg, református templom – Kálvin János mellszobor, Fekete Károly és Teleki Béla portrédombormű (80 cm, bronz, kő)
- 1997 Zalavár, Emlékkápolna – Szent István (172 cm, bronz)
- 1994 Zalaszentgrót, Templom tér – Szent Gellért (210 cm, bronz, kő)
- 1989 Alsónemesapáti – r. k. templom, Magyarok Nagyasszonya (164 cm, festett mészkő)